# Extensii AFI
Extensiile AFI sunt o serie de simboluri și semne diacritice utilizate pentru transcrierea fonetică a tulburărilor de vorbire.